# Centrophorus moluccensis
O Centrophorus moluccensis é uma espécie de tubarão pertencente à familia Centrophoridae.